# Aziz Jounaid
Aziz Jounaid (arab. عزيز جنيد, ur. 13 stycznia 1984 w Safi) – marokański piłkarz, grający jako środkowy napastnik w Raja Beni Mellal.

## Klub

### Olympic Safi
Zaczynał karierę w Olympic Safi. Do pierwszego zespołu został włączony w 2005 roku.

### JS Massira
1 stycznia 2010 roku został zawodnikiem JS Massira.

### FAR Rabat
1 lipca 2011 roku został zawodnikiem FAR Rabat. Za Jouanida stołeczny klub zapłacił 275 tysięcy euro. W tym zespole debiut zaliczył 25 sierpnia 2011 roku w meczu przeciwko Chabab Rif Al Hoceima (0:0). Zagrał całe spotkanie. Pierwszego gola strzelił 15 października 2011 roku w meczu przeciwko Olympic Safi (1:1). Do siatki trafił w 24. minucie. Pierwszą asystę zaliczył 28 października 2011 roku w meczu przeciwko Wydad Fés (1:1). Asystował przy bramce Abdanbiego Lahrariego w 60. minucie. Łącznie zagrał 39 spotkań, strzelił 15 bramek i miał 3 asysty.

### FUS Rabat
5 września 2013 roku przeszedł do FUS Rabat za kwotę 150 tysięcy euro. W tym klubie zadebiutował 30 września 2013 roku w meczu przeciwko Difaâ El Jadida (1:1). W debiucie trafił do bramki – gol padł w 65. minucie. Łącznie wystąpił w 13 spotkaniach, gola strzelił dwa razy.

### KAC Kénitra
1 lipca 2014 roku przeniósł się do KAC Kénitra. W tym zespole debiut zaliczył 27 września 2014 roku w meczu przeciwko Chabab Rif Al Hoceima (2:0). Ponownie strzelił gola w debiucie – cieszył się z tego w 75. minucie spotkania. W sumie zagrał dwa spotkania i raz strzelił gola.

### Raja Beni Mellal
1 stycznia 2016 roku (po półrocznym okresie bezrobocia) podpisał kontrakt z Raja Beni Mellal.